# 塞斯萨韦斯
塞斯萨韦斯（法語：Seysses-Savès，法語發音：[sɛs savɛs]）是法国热尔省的一个市镇，属于欧什区。

## 地理
塞斯萨韦斯（43°30'23"N, 1°2'29"E）面积13.26 平方千米，位于法国奧克西塔尼大區热尔省，该省份为法国西南部内陆省份，北起顺时针与洛特-加龙省、塔恩-加龙省、上加龙省、上比利牛斯省、大西洋比利牛斯省和朗德省接壤。
与塞斯萨韦斯接壤的市镇（或旧市镇、城区）包括：欧拉代、萨维尼亚克-莫纳、布拉盖拉克、圣托马、昂波、昂杜菲耶勒、蓬皮亚克、尼扎。

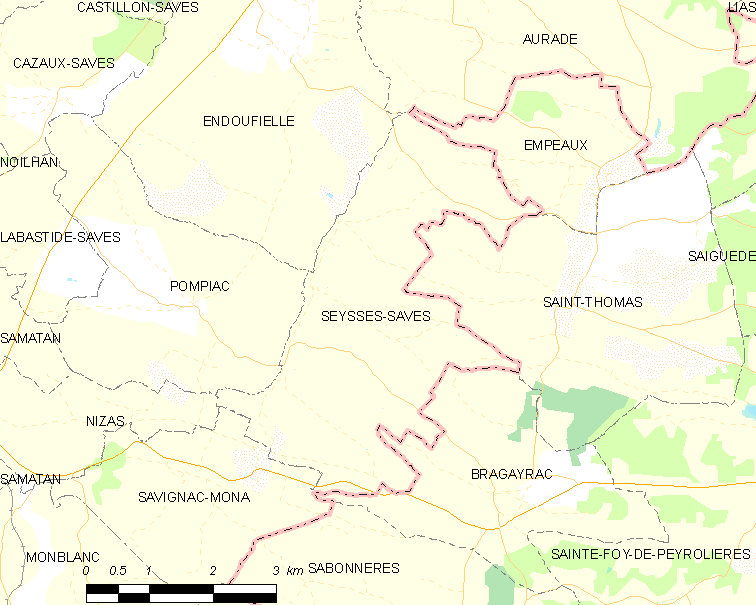
塞斯萨韦斯的OSM定位图

塞斯萨韦斯的时区为UTC+01:00、UTC+02:00（夏令时）。

## 行政
塞斯萨韦斯的邮政编码为32130，INSEE市镇编码为32432。

## 政治
塞斯萨韦斯所属的省级选区为萨沃河谷县。

## 人口

1962-2008年间塞斯萨韦斯人口变化图示

塞斯萨韦斯于2022年1月1日时的人口数量为245人。